# Города Абхазии
Города Абхазии
| Русское название в конце 1980-х годов | Русское название, принятое в Республике Абхазия | Абхазское название | Население, (2021) | Статус с | Примечания                            |
| ------------------------------------- | ----------------------------------------------- | ------------------ | ----------------- | -------- | ------------------------------------- |
| Гагра                                 | Гагра                                           | Гагра              | 11 807            | 1933     |                                       |
| Гали                                  | Гал                                             | Гал                | 7452              | 1932     |                                       |
| Гудаута                               | Гудаута                                         | Гәдоуҭа            | 8752              | 1926     |                                       |
| Новый Афон                            | Новый Афон                                      | Афон Ҿыц           | 1519              | 1987     | В 1930-50-е годы — Ахали Афони        |
| Очамчира                              | Очамчыра                                        | Очамчыра           | 5238              | 1926     |                                       |
| Пицунда                               | Пицунда                                         | Пиҵунда            | 3986              | 2007     |                                       |
| Сухуми                                | Сухум                                           | Аҟәа               | 65 146            | 1848     | Столица Абхазии. В 1936—1992 — Сухуми |
| Ткварчели                             | Ткуарчал                                        | Тҟәарчал           | 5044              | 1942     |                                       |

## Карта
Легенда карты:
- Столица Абхазии
- Прочие города